# Fraude de Taxil

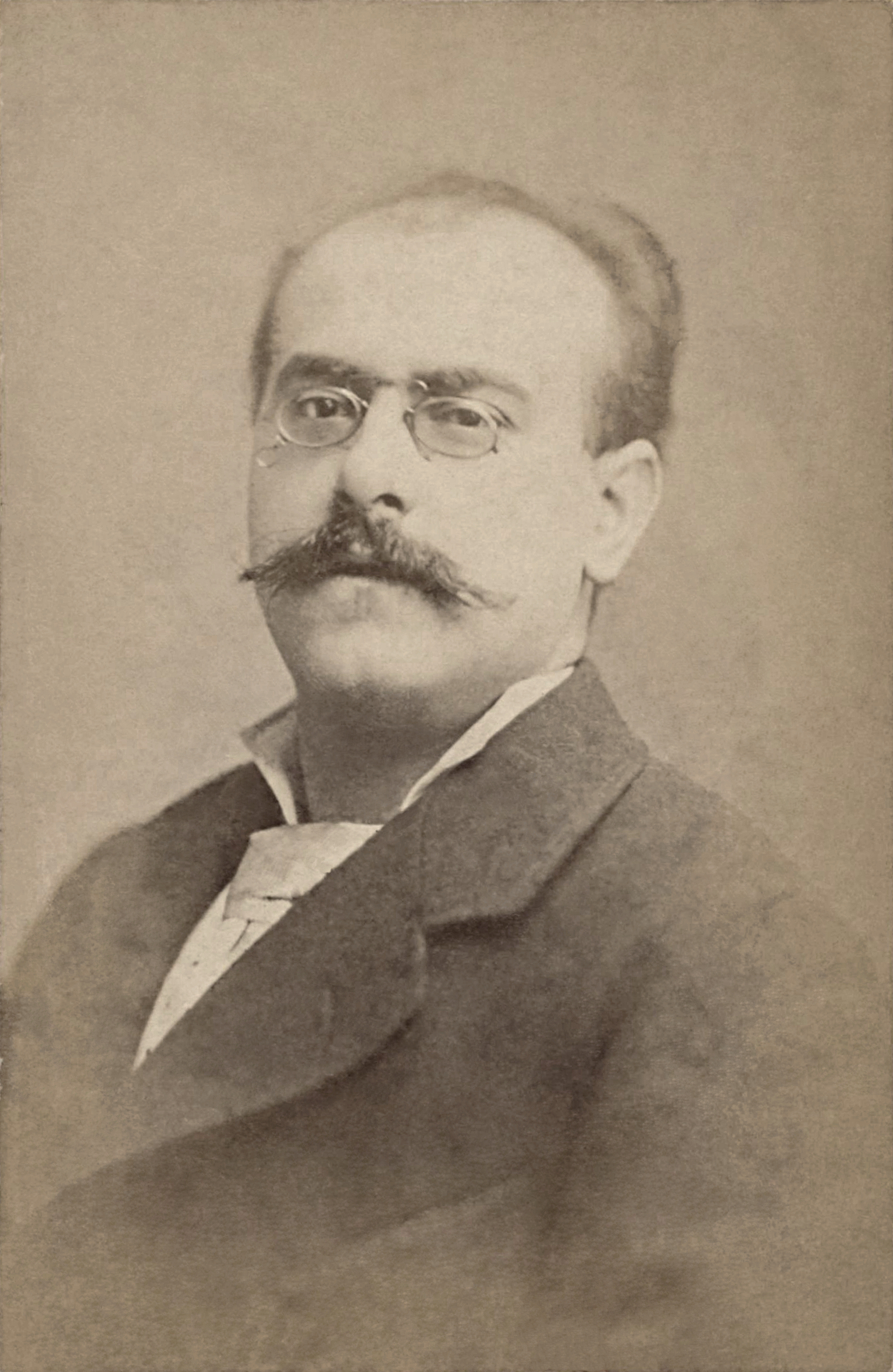
Léo Taxil, responsável por uma farsa antimaçônica que gerou um escândalo e envolveu o próprio Papa.

A Fraude de Taxil de 1890, é provavelmente a mais famosa farsa antimaçônica francesa. Seu autor, Léo Taxil, quis vingar-se da Maçonaria, da qual foi expulso em 1882 por um caso de plágio.

## História
Léo Taxil era o nome de pena de Marie Joseph Gabriel Antoine Jogand-Pagès, que tinha sido anteriormente acusado de difamação a respeito de um livro que escreveu chamado The Secret Loves de Pope Pius IX. Taxil inicialmente chegou a publicar vários livros anticatólicos, que pintaram a hierarquia eclesiástica como hedonista e sádica. Taxil ingressou na Maçonaria em 1881, mas não passou do primeiro grau, sendo expulso dez meses depois, em 1882, por estar envolvido em alguns casos de plágio e difamação.
Em 20 de abril de 1884 o Papa Leão XIII publicou uma encíclica, Humanum Genus, que afirmou que a raça humana foi "separada em duas partes opostas e diversas, das quais uma resolutamente luta pela verdade e a virtude, a outra é daquelas coisas que são contrárias à virtude e à verdade. Uma é o reino de Deus sobre a terra, a saber, a verdadeira Igreja de Jesus Cristo (…) O outro é o reino de Satanás".
Este outro reino dito, ao que se supõe pelo posicionamento do pontífice com relação aos maçons, "levado ou assistido" pela Maçonaria.

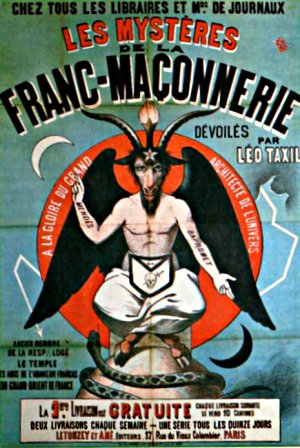
Cartaz publicitário da obra de Leo Taxil.

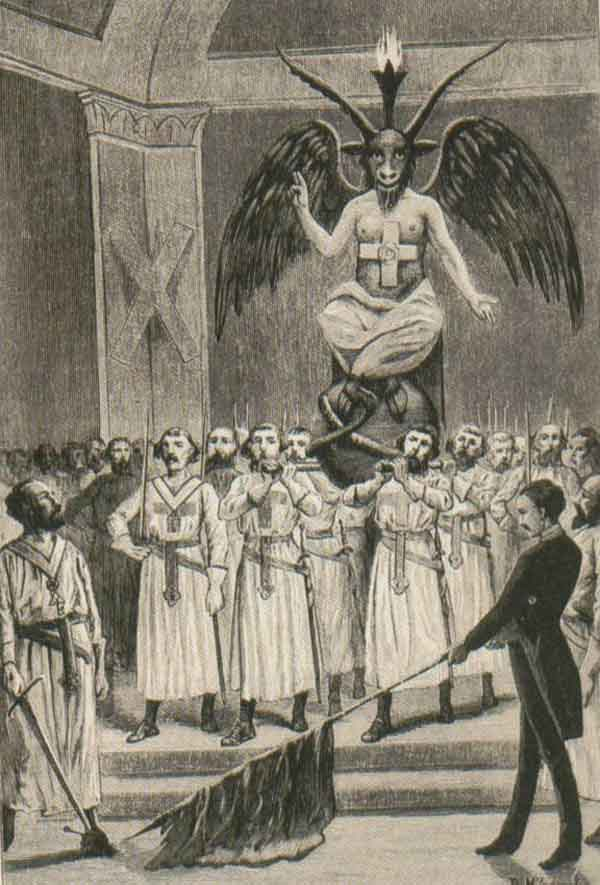
Invocação de Baphomet pelos maçons segundo Taxil

Após esta encíclica, Taxil viu, como ele mesmo confessaria mais tarde, uma grande oportunidade para uma brincadeira onde ridicularizaria a Igreja e se vingaria da Maçonaria por tê-lo expulso. Em 1885, Taxil submeteu-se a público, dizendo converter-se ao catolicismo romano, e anunciou a sua intenção de reparar o dano que ele tinha feito para a verdadeira fé. Em seguida, inventou uma ordem maçônica satânica imaginária de nome Palladium, cujo objetivo principal seria de dominar o mundo.
O suposto objetivo de Taxil era denunciar tal ordem, revelando seus segredos e ações à sociedade. Tendo começado por acusar a Maçonaria de ocultar as piores misérias morais e incentivar seus seguidores ao vício, quando não ao assassinato, em seguida, acusou-a de ser uma seita satânica que dedica seus cultos a Baphomet, nos camarotes dos quais o chefe supremo Albert Pike recebia as suas ordens, de Lúcifer em pessoa.
Para tornar a farsa mais credível, Taxil misturou elementos do ritual Maçônico com elementos fantasiosos de sua invenção. Em particular, sobre as várias imagens doravante famosas, reutilizou o símbolo do 18.º do Rito Escocês Antigo e Aceito, substituindo o cordeiro pascal  pela imagem de Baphomet, uma figura simbólica concebida e divulgada a partir de 1854 pelo ocultista francês Eliphas Levi.
O primeiro livro produzido por Taxil após a sua suposta conversão católica era um quarto-volume da história da Maçonaria, que continha verificações fictícias de uma testemunha da sua participação no satanismo. Com um colaborador que publicou como "Dr. Karl Hacks", escreveu outro livro chamado Devil in the Nineteenth Century, que introduziu um novo personagem, Diana Vaughan, uma suposta descendente do alquimista Rosacruz Thomas Vaughan. O livro continha muitos contos sobre seus supostos encontros com demônios encarnados, um dos quais supostamente escreveu profecias sobre a sua volta com sua cauda, e outro que tocava piano, sob a forma de um crocodilo.
Segundo Taxil, Diana Vaughan teria sido envolvida na maçonaria satânica, mas fora resgatada quando um dia ela professou admiração por Joana d'Arc (ainda não canonizada na época), cujo nome teria posto os demônios em fuga. Declarando co-autoria com Diana Vaughan, Taxil publicou um livro chamado Eucharistic Novena, uma coleção de orações que foram elogiadas pelo Papa.
Leo Taxil convenceu muitos católicos com a sua farsa — tanto que em 1887 foi recebido em audiência pelo Papa Leão XIII, que declarou ser admirador da obra de Taxil, solicitou que ele escrevesse mais livros e passou a financiá-lo.
Continuando a farsa, Taxil alegou que Albert Pike, Grande Comendador do Supremo Conselho de Jurisdição do Sul do Rito Escocês antigo e aceito, era um "Papa Luciferianista", o líder supremo de todos os Maçons do mundo, e que ele admitiu que toda sexta-feira às três horas conferia com o próprio Satanás. Monsenhor Northrop, bispo de Charleston (Carolina do Sul), foi especialmente para Roma, a este respeito a fim de garantir a Leão XIII que os maçons da sua cidade episcopal são pessoas dignas, e seu templo não adornava qualquer estátua de Satanás.
Em 19 de abril de 1897, após dez anos de patrocínio pelo Papa, Taxil chamou uma conferência de imprensa organizada na Sociedade de Geografia (a chamada Conferência de Leo Taxil), na qual confessou que suas revelações sobre os maçons eram fictícias; admitiu que Diana Vaughan não existia, pelo contrário, que o nome tinha sido emprestado de sua secretária; revelou que tal ordem Paládio não existia; explicou detalhadamente os cuidados que teve para criar e manter a farsa e agradeceu ao clero por sua assistência em dar publicidade às suas alegações selvagens; e afirmou que a sua "brincadeira amigável" teria feito o seu sucesso no tempo do livre-pensamento que iria "Matá-los através de riso." Isso revelou o grau de sua impostura e provocou um escândalo em que a polícia teve que intervir para acalmar e dar assistência e proteção ao autor.
Embora o material produzido por Taxil seja confessamente uma fraude, esse material ainda é utilizado contra maçons até hoje, principalmente pelos fundamentalistas cristãos e antimaçônicos, que associam o Baphomet à Maçonaria e afirmam que a maçonaria é satânica. Um livro foi-lhe consagrado (Le Mystère de Léo Taxil et la vraie Diana Vaughan), publicado em 1930, sob o pseudónimo "Spectator", afirma que Taxil tinha sido manipulado pela Maçonaria para desacreditar a antimaçonaria.